# FIFA 97
FIFA '97 este al patrulea joc din seria FIFA Soccer. A apărut în anul 1996.
Pe lângă folosirea motion capture, o altă noutate a jocului a fost includerea fotbalului în sală.

## Coloana sonoră
Coloana sonoră a jocului a fost compusă din nouă cântece denumite generic, de la Song 1 până la Song 9. Song 2, compus de formația britanică de rock Blur, a apărut pentru prima dată pe coloana sonoră a jocului, ajungând până pe locul al doilea în UK Singles Chart și pe locul al șaselea în Billboard Alternative Songs SUA.